# Fortezza di Bohus
La fortezza di Bohus è un castello fatto erigere dal re di Norvegia Haakon V Magnusson agl'inizi del XIV secolo nel territorio dell'attuale città svedese di Kungälv, quale elemento di una linea di fortificazioni erette a difesa dei confini della Norvegia di allora, quando il Bohuslän (Båhuslen) era una provincia norvegese, contro gli svedesi, lungo la costa, su un'alta falesia, ove il fiume Göta älv si divide in due rami.
Passato in mano svedese nel XVII secolo, è attualmente solo parzialmente conservato ed ospita un museo.

## Il castello medievale
Secondo l'architetto Guthorm Kavli, «Secondo documenti del 1310 esso fu costruito, com'era uso allora, con granito e mattoni, forse sotto la guida del conte Jacob di Halland. Nel 1450 esso era circondato da un muro, spesso alla base 3 metri e di altezza variabile fra i 8.5 e 13.5 metri, altezza che mutava secondo il terreno. Era approssimativamente rettangolare, con quattro torri agli angoli. All'estremità orientale vi era una torre in mattoni ed al centro di quella occidentale un accesso con ponte levatoio. All'interno delle mura vi erano vari fabbricati, che comprendevano la "Sala del Re", la residenza del comandante del castello, la cappella, il corpo di guardia, gli alloggiamenti dei soldati e le cucine. La fortezza aveva ridotte di sicurezza a volta tagliate in parte nella montagna e in aggiunta forti opere esterne. A quei tempi essa era la fortezza più sicura della Norvegia. Avvicinarsi era difficile e la zona da difendere relativamente piccola, solo 250 x 150 metri, cosicché non necessitava di grandi forze per la difesa.»

## La fortezza

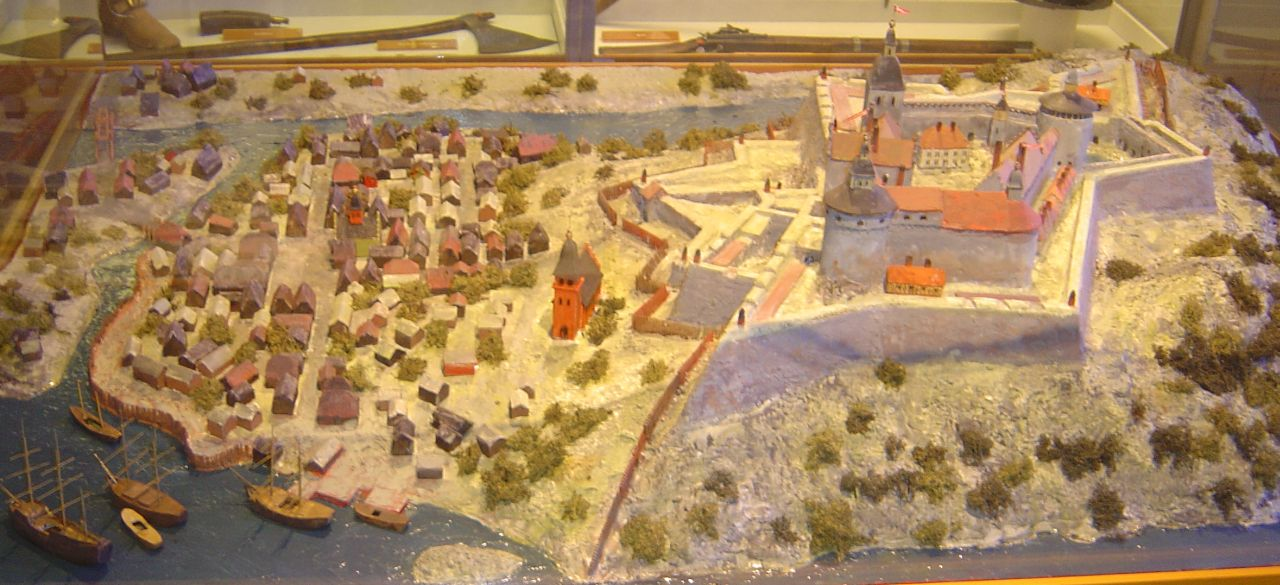
Disegno di modello della Fortezza di Bohus, così com'era prima della cessione alla Svezia

La fortezza fu attaccata più volte, ma non venne mai espugnata. Durante la guerra del nord dei sette anni (1563–1570) subì seri danni. Ciò accadde nel 1566, quando 250 soldati svedesi occuparono d'assalto la torre all'estremità di nord-est: il comandante norvegese inviò allora un volontario a far saltare le munizioni ammassate sotto la torre, il che provocò la morte degli svedesi e l'attacco venne respinto. Come ricompensa la famiglia del volontario ottenne un terreno che è ancor oggi proprietà dei suoi discendenti.
I norvegesi ricostruirono la fortezza in pietre e mattoni e la rafforzarono. La ricostruzione, avvenuta appena terminata la guerra, fu diretta dall'olandese Hans Paaske (Påske).
Nel periodo 1593-1604, come era stato fatto nella fortezza di Akershus ad Oslo, Bohus fu aggiornata con la costruzione di nuovi bastioni esterni. L'opera fu una delle prime di Hans van Steenwinckel, anch'egli olandese, che divenne successivamente famoso per i suoi progetti in stile rinascimentale in Danimarca.
In quel periodo la provincia norvegese di Båhuslen era continuamente minacciata dalle invasioni svedesi ed i lavori di fortificazione proseguirono per anni. Ad esempio dall'estate del 1651 all'autunno del 1652 l'ingegnere olandese Isaac van Geelkerck diresse la costruzione di due torri d'angolo lungo la facciata sud ed un nuovo muro ad anello venne eretto attorno all'edificio dell'arsenale.

## La cessione alla Svezia
Il trattato di Roskilde del 1658 impose alla Danimarca-Norvegia la cessione alla Svezia delle province danesi di Scania, Blekinge ed Halland (quest'ultima, assegnata alla Svezia per 30 anni dalla pace di Brömsebro, divenne permanentemente svedese con il trattato di Roskilde) e le province norvegesi di Trøndelag e Bohuslän, compresa la fortezza di Bohus.
Dopo che la Danimarca-Norvegia aveva ceduto questa fortezza, fece costruire quella di Fredriksten a difesa della nuova linea di confine con la Svezia.
Poiché il confine non passa più vicino alla fortezza di Bohus, essa perse per gli svedesi molta della sua importanza, contando questi sull'esistente fortezza di Älvsborg a Göteborg e su quella di Carlsten, appena eretta a Marstrand.

## Prigione
Anziché come fortezza, gli svedesi la adibirono a carcere. Il carcerato più famoso fu il pietista radicale Thomas Leopold, che passò 42 anni della propria vita dietro le sbarre, di cui 32 a Bohus, a causa delle accuse di eresia; la sua cella in pietra è visitabile ancor oggi.

## Età moderna
Alla fine del XVIII secolo si decise che la fortezza doveva essere demolita. Il gruppo di lavoratori incaricato di demolirla lavorò per due mesi, ma dovettero poi soprassedere a causa dell'esaurimento dei fondi a questo scopo stanziati. Gli abitanti della città di Kungälv utilizzarono allora le pietre così recuperate per costruire case di abitazione. Comunque, gran parte della fortezza rimase ed è tuttora intatta, compresa la gran torre settentrionale Fars hatt. Oggi essa è divenuta un museo e viene aperta alle visite nel periodo estivo.